# Llista d'asteroides/84901–85000
| Nom              | Designació provisional | Data de descobriment | Lloc de descobriment | Descobridor/s                           |
| ---------------- | ---------------------- | -------------------- | -------------------- | --------------------------------------- |
| 84901 -          | 2003 TF13              | 15 d'octubre, 2003   | Socorro              | LINEAR                                  |
| 84902 Porrentruy | 2003 UU11              | 17 d'octubre, 2003   | Vicques              | M. Ory                                  |
| 84903 -          | 2003 UM38              | 17 d'octubre, 2003   | Kitt Peak            | Spacewatch                              |
| 84904 -          | 2003 UD57              | 24 d'octubre, 2003   | Socorro              | LINEAR                                  |
| 84905 -          | 2003 UD98              | 19 d'octubre, 2003   | Anderson Mesa        | LONEOS                                  |
| 84906 -          | 2003 UU132             | 19 d'octubre, 2003   | Palomar              | NEAT                                    |
| 84907 -          | 2003 UQ138             | 21 d'octubre, 2003   | Socorro              | LINEAR                                  |
| 84908 -          | 2003 UR138             | 21 d'octubre, 2003   | Anderson Mesa        | LONEOS                                  |
| 84909 -          | 2003 US138             | 21 d'octubre, 2003   | Anderson Mesa        | LONEOS                                  |
| 84910 -          | 2003 UG190             | 22 d'octubre, 2003   | Socorro              | LINEAR                                  |
| 84911 -          | 2003 UH190             | 22 d'octubre, 2003   | Anderson Mesa        | LONEOS                                  |
| 84912 -          | 2003 UP222             | 22 d'octubre, 2003   | Socorro              | LINEAR                                  |
| 84913 -          | 2003 UG226             | 22 d'octubre, 2003   | Socorro              | LINEAR                                  |
| 84914 -          | 2003 UP235             | 24 d'octubre, 2003   | Kitt Peak            | Spacewatch                              |
| 84915 -          | 2003 UT247             | 24 d'octubre, 2003   | Kitt Peak            | Spacewatch                              |
| 84916 -          | 2003 UO251             | 25 d'octubre, 2003   | Kitt Peak            | Spacewatch                              |
| 84917 -          | 2003 UX259             | 25 d'octubre, 2003   | Socorro              | LINEAR                                  |
| 84918 -          | 2003 UQ260             | 25 d'octubre, 2003   | Socorro              | LINEAR                                  |
| 84919 -          | 2003 VH                | 3 de novembre, 2003  | Piszkéstető          | Piszkéstető, K. Sárneczky, Sz. Mészáros |
| 84920 -          | 2003 VM1               | 6 de novembre, 2003  | Ondřejov             | J. Manek                                |
| 84921 Morkoláb   | 2003 VN1               | 9 de novembre, 2003  | Piszkéstető          | K. Sárneczky, B. Sipőcz                 |
| 84922 -          | 2003 VS2               | 14 de novembre, 2003 | Palomar              | NEAT                                    |
| 84923 -          | 2003 VZ3               | 14 de novembre, 2003 | Palomar              | NEAT                                    |
| 84924 -          | 2003 VB6               | 15 de novembre, 2003 | Goodricke-Pigott     | R. A. Tucker                            |
| 84925 -          | 2003 VL9               | 15 de novembre, 2003 | Palomar              | NEAT                                    |
| 84926 -          | 2003 WR3               | 16 de novembre, 2003 | Catalina             | CSS                                     |
| 84927 -          | 2003 WT9               | 18 de novembre, 2003 | Kitt Peak            | Spacewatch                              |
| 84928 -          | 2003 WE13              | 16 de novembre, 2003 | Catalina             | CSS                                     |
| 84929 -          | 2003 WJ19              | 19 de novembre, 2003 | Socorro              | LINEAR                                  |
| 84930 -          | 2003 WX21              | 21 de novembre, 2003 | Palomar              | NEAT                                    |
| 84931 -          | 2003 WG73              | 20 de novembre, 2003 | Socorro              | LINEAR                                  |
| 84932 -          | 2003 WE77              | 19 de novembre, 2003 | Socorro              | LINEAR                                  |
| 84933 -          | 2003 WM77              | 19 de novembre, 2003 | Socorro              | LINEAR                                  |
| 84934 -          | 2003 WH83              | 20 de novembre, 2003 | Socorro              | LINEAR                                  |
| 84935 -          | 2003 WT87              | 22 de novembre, 2003 | Socorro              | LINEAR                                  |
| 84936 -          | 2003 WJ121             | 20 de novembre, 2003 | Socorro              | LINEAR                                  |
| 84937 -          | 2003 WX123             | 20 de novembre, 2003 | Socorro              | LINEAR                                  |
| 84938 -          | 2003 WQ127             | 20 de novembre, 2003 | Socorro              | LINEAR                                  |
| 84939 -          | 2003 WO130             | 21 de novembre, 2003 | Socorro              | LINEAR                                  |
| 84940 -          | 2003 WL138             | 21 de novembre, 2003 | Socorro              | LINEAR                                  |
| 84941 -          | 2003 WE142             | 21 de novembre, 2003 | Socorro              | LINEAR                                  |
| 84942 -          | 2003 WJ142             | 21 de novembre, 2003 | Socorro              | LINEAR                                  |
| 84943 -          | 2003 WC148             | 23 de novembre, 2003 | Catalina             | CSS                                     |
| 84944 -          | 2003 WL153             | 26 de novembre, 2003 | Anderson Mesa        | LONEOS                                  |
| 84945 -          | 2003 WP153             | 27 de novembre, 2003 | Catalina             | CSS                                     |
| 84946 -          | 2003 WS161             | 30 de novembre, 2003 | Socorro              | LINEAR                                  |
| 84947 -          | 2003 WX169             | 19 de novembre, 2003 | Socorro              | LINEAR                                  |
| 84948 -          | 2003 WN170             | 20 de novembre, 2003 | Socorro              | LINEAR                                  |
| 84949 -          | 2003 WE171             | 21 de novembre, 2003 | Anderson Mesa        | LONEOS                                  |
| 84950 -          | 2003 XJ3               | 1 de desembre, 2003  | Socorro              | LINEAR                                  |
| 84951 -          | 2003 XX4               | 1 de desembre, 2003  | Catalina             | CSS                                     |
| 84952 -          | 2003 XD5               | 1 de desembre, 2003  | Socorro              | LINEAR                                  |
| 84953 -          | 2003 XE5               | 1 de desembre, 2003  | Socorro              | LINEAR                                  |
| 84954 -          | 2003 XY7               | 3 de desembre, 2003  | Socorro              | LINEAR                                  |
| 84955 -          | 2003 XB9               | 4 de desembre, 2003  | Socorro              | LINEAR                                  |
| 84956 -          | 2003 XL11              | 12 de desembre, 2003 | Palomar              | NEAT                                    |
| 84957 -          | 2003 XN13              | 14 de desembre, 2003 | Palomar              | NEAT                                    |
| 84958 -          | 2003 XS13              | 14 de desembre, 2003 | Palomar              | NEAT                                    |
| 84959 -          | 2003 XF18              | 14 de desembre, 2003 | Kitt Peak            | Spacewatch                              |
| 84960 -          | 2003 XS21              | 14 de desembre, 2003 | Kitt Peak            | Spacewatch                              |
| 84961 -          | 2003 XU21              | 15 de desembre, 2003 | Palomar              | NEAT                                    |
| 84962 -          | 2003 YM9               | 17 de desembre, 2003 | Črni Vrh             | Črni Vrh                                |
| 84963 -          | 2003 YN13              | 17 de desembre, 2003 | Anderson Mesa        | LONEOS                                  |
| 84964 -          | 2003 YF14              | 17 de desembre, 2003 | Socorro              | LINEAR                                  |
| 84965 -          | 2003 YV16              | 17 de desembre, 2003 | Palomar              | NEAT                                    |
| 84966 -          | 2003 YW16              | 17 de desembre, 2003 | Palomar              | NEAT                                    |
| 84967 -          | 2003 YX16              | 17 de desembre, 2003 | Palomar              | NEAT                                    |
| 84968 -          | 2003 YW17              | 16 de desembre, 2003 | Anderson Mesa        | LONEOS                                  |
| 84969 -          | 2003 YB18              | 16 de desembre, 2003 | Anderson Mesa        | LONEOS                                  |
| 84970 -          | 2003 YA23              | 16 de desembre, 2003 | Anderson Mesa        | LONEOS                                  |
| 84971 -          | 2003 YZ23              | 17 de desembre, 2003 | Socorro              | LINEAR                                  |
| 84972 -          | 2003 YM28              | 17 de desembre, 2003 | Palomar              | NEAT                                    |
| 84973 -          | 2003 YO28              | 17 de desembre, 2003 | Kitt Peak            | Spacewatch                              |
| 84974 -          | 2003 YB39              | 19 de desembre, 2003 | Socorro              | LINEAR                                  |
| 84975 -          | 2003 YG43              | 19 de desembre, 2003 | Socorro              | LINEAR                                  |
| 84976 -          | 2003 YM43              | 19 de desembre, 2003 | Socorro              | LINEAR                                  |
| 84977 -          | 2003 YN53              | 19 de desembre, 2003 | Socorro              | LINEAR                                  |
| 84978 -          | 2003 YY53              | 19 de desembre, 2003 | Socorro              | LINEAR                                  |
| 84979 -          | 2003 YU64              | 19 de desembre, 2003 | Socorro              | LINEAR                                  |
| 84980 -          | 2003 YZ64              | 19 de desembre, 2003 | Socorro              | LINEAR                                  |
| 84981 -          | 2003 YB65              | 19 de desembre, 2003 | Socorro              | LINEAR                                  |
| 84982 -          | 2003 YM65              | 19 de desembre, 2003 | Socorro              | LINEAR                                  |
| 84983 -          | 2003 YO65              | 19 de desembre, 2003 | Socorro              | LINEAR                                  |
| 84984 -          | 2003 YL66              | 20 de desembre, 2003 | Socorro              | LINEAR                                  |
| 84985 -          | 2003 YU66              | 20 de desembre, 2003 | Socorro              | LINEAR                                  |
| 84986 -          | 2003 YC83              | 18 de desembre, 2003 | Kitt Peak            | Spacewatch                              |
| 84987 -          | 2003 YK83              | 18 de desembre, 2003 | Črni Vrh             | Črni Vrh                                |
| 84988 -          | 2003 YY88              | 19 de desembre, 2003 | Socorro              | LINEAR                                  |
| 84989 -          | 2003 YD89              | 19 de desembre, 2003 | Socorro              | LINEAR                                  |
| 84990 -          | 2003 YC90              | 19 de desembre, 2003 | Kitt Peak            | Spacewatch                              |
| 84991 -          | 2003 YM94              | 22 de desembre, 2003 | Catalina             | CSS                                     |
| 84992 -          | 2003 YM100             | 19 de desembre, 2003 | Socorro              | LINEAR                                  |
| 84993 -          | 2003 YL102             | 19 de desembre, 2003 | Socorro              | LINEAR                                  |
| 84994 -          | 2003 YW106             | 22 de desembre, 2003 | Catalina             | CSS                                     |
| 84995 -          | 2003 YB108             | 26 de desembre, 2003 | Piszkéstető          | K. Sárneczky                            |
| 84996 -          | 2003 YW110             | 26 de desembre, 2003 | Piszkéstető          | K. Sárneczky                            |
| 84997 -          | 2003 YP118             | 27 de desembre, 2003 | Kitt Peak            | Spacewatch                              |
| 84998 -          | 2003 YD123             | 27 de desembre, 2003 | Socorro              | LINEAR                                  |
| 84999 -          | 2003 YM123             | 27 de desembre, 2003 | Haleakala            | NEAT                                    |
| 85000 -          | 2003 YA125             | 27 de desembre, 2003 | Črni Vrh             | Črni Vrh                                |